# Desmanthus leptolobus
Desmanthus leptolobus är en ärtväxtart som beskrevs av John Torrey och Asa Gray. Desmanthus leptolobus ingår i släktet Desmanthus och familjen ärtväxter. Inga underarter finns listade i Catalogue of Life.